# Connecteur de charpente

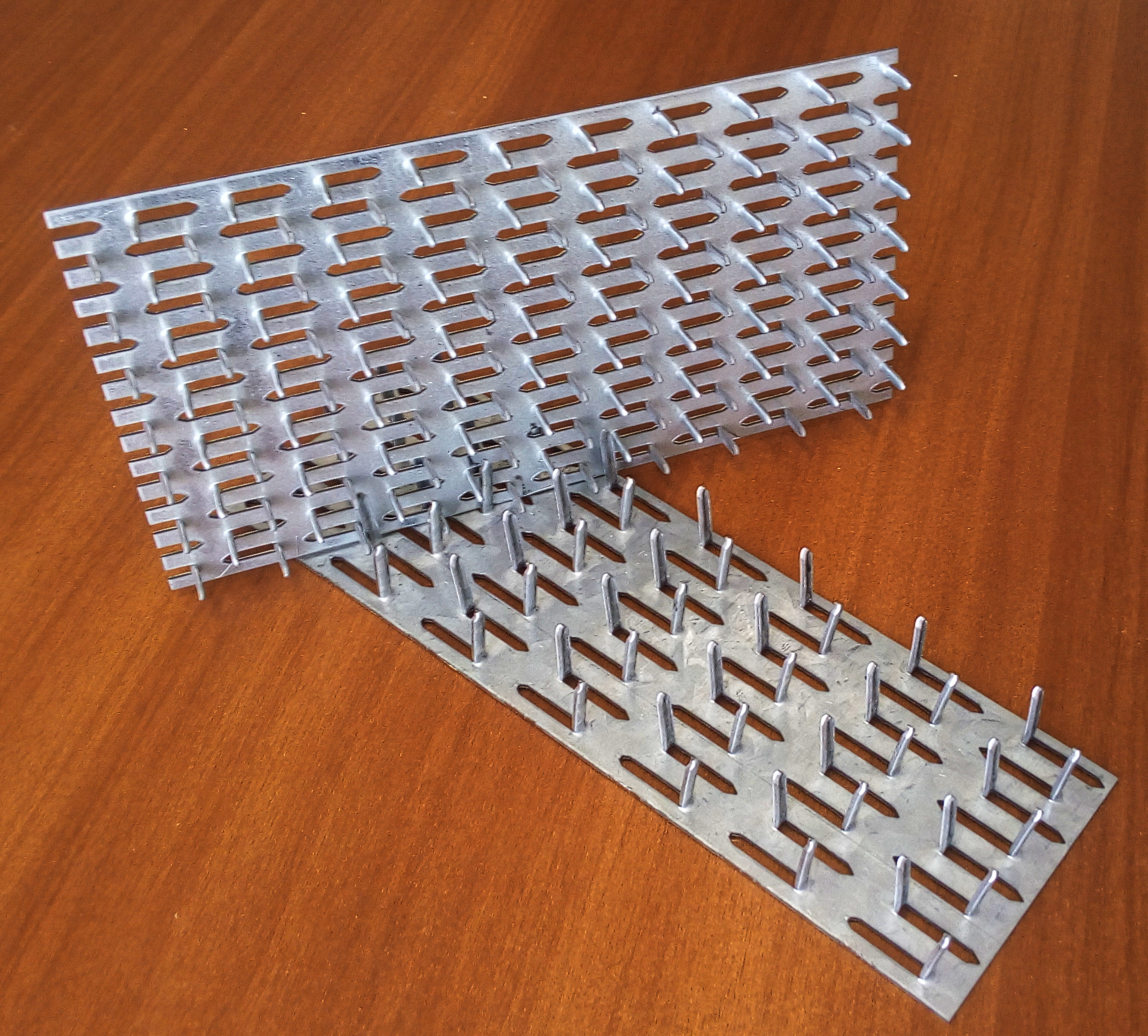
Deux connecteurs de charpente.

Un connecteur de charpente, appelé au Québec connecteur métallique denté, en anglais truss connector plate (littéralement « plaque connectrice de fermes »), est une pièce métallique permettant de tenir ensemble deux pièces de bois d'une charpente, grâce à un système de pointes enfoncées dans celles-ci. Ce système, inventé aux États-Unis, y est énormément utilisé, ainsi que dans les pays anglophones d'Amérique et d'Océanie.

## Description
Un connecteur de charpente est une plaque métallique de forme carrée ou rectangulaire. Constituée d'acier galvanisé et de faible épaisseur, elle est pourvue en face arrière de dents destinées à être enfoncées dans le bois de deux madriers de même épaisseur et placés dans le même plan, afin de remplacer un assemblage pour constituer une ferme.

## Historique
L'idée de créer des connecteurs métalliques de charpente revient à l'ingénieur américain John Calvin Jureit (en) en 1959.

## Fabrication et usage
L'usinage des connecteurs de charpente se fait en poinçonnant une plaquette, ce qui crée les dents orthogonales. La connexion des deux éléments de charpente se pratique ensuite à l'aide d'une presse hydraulique ou d'un rouleau,.
En tant qu'élément structurel, les connecteurs de charpente sont soumis à des règlementations définissant notamment les spécifications de qualité d'acier, de galvanisation, d'épaisseur ainsi que d'identification.

## Conséquences
La première conséquence de l'avènement de la plaque de connexion de charpentes est la diminution spectaculaire des coûts de construction de charpente, et la standardisation de ce système constructif. En 1982, la quasi-totalité des fabricants de charpente américains utilisent ce système. Dès 1986, près de 90 % des charpentes de maisons américaines sont construites en utilisant ce système.

L'utilisation des connecteurs de charpente dans la construction
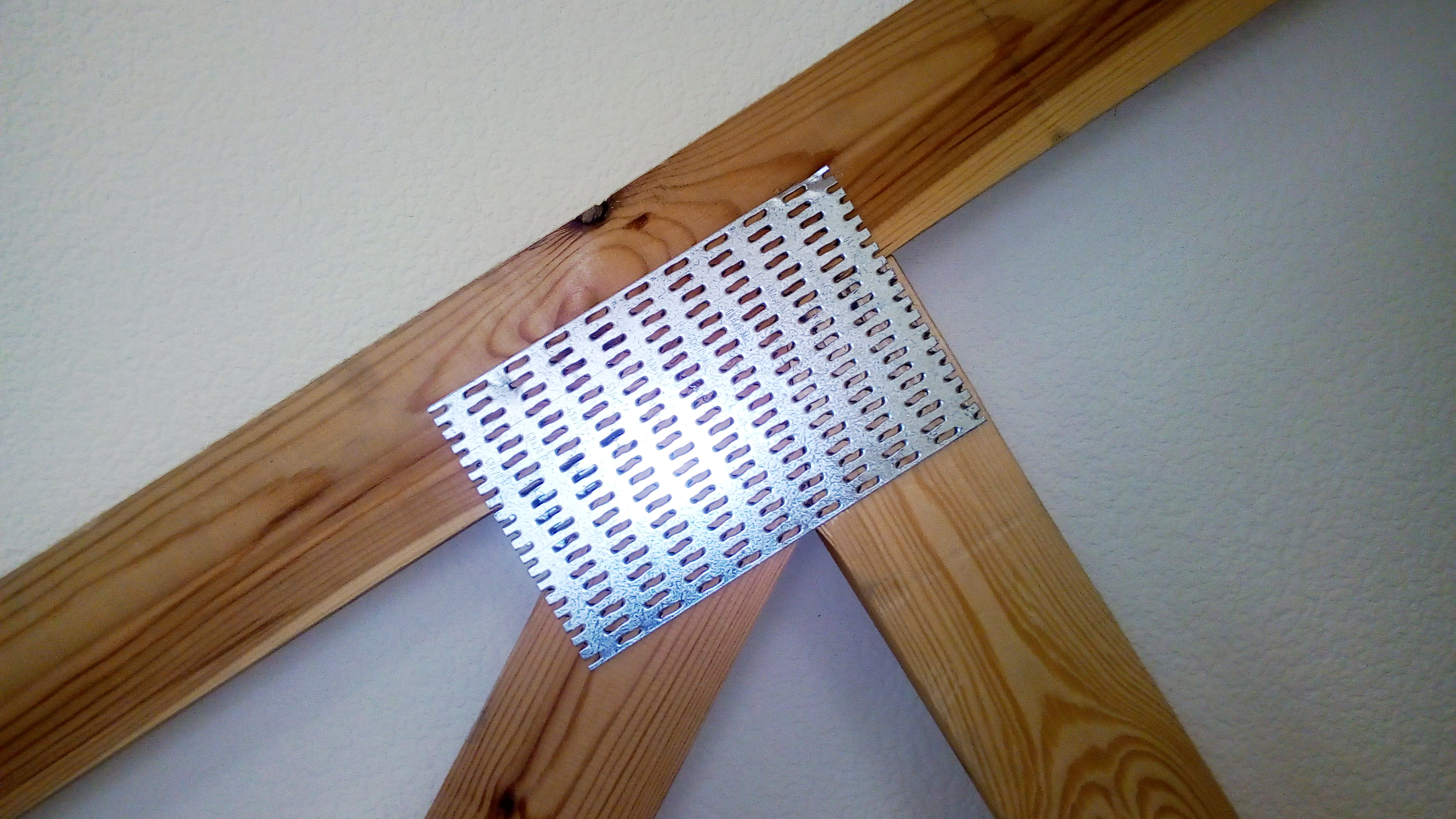
Principe de lien au moyen d'une plaque de connexion.
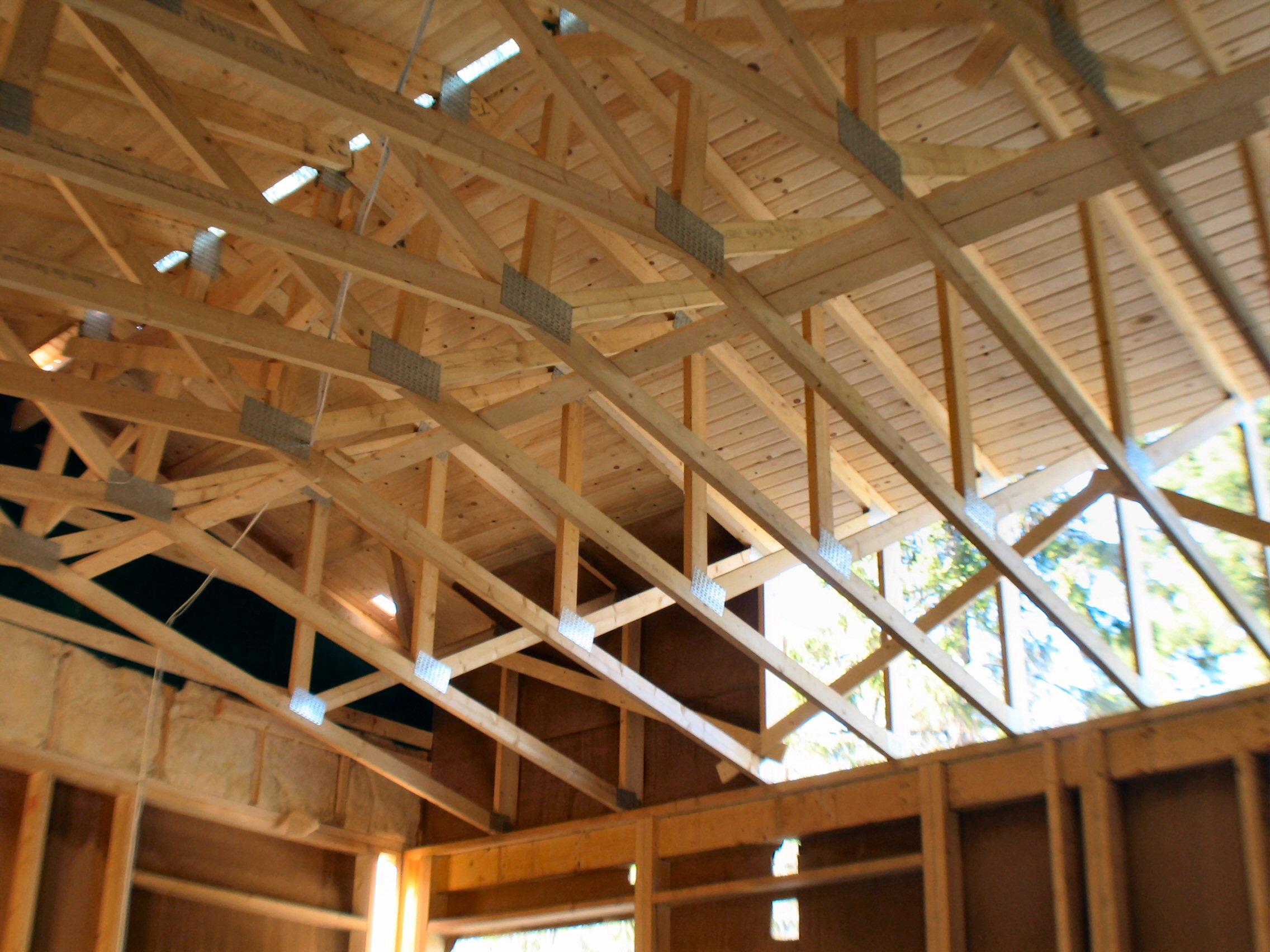
Une charpente structurée par des connecteurs.
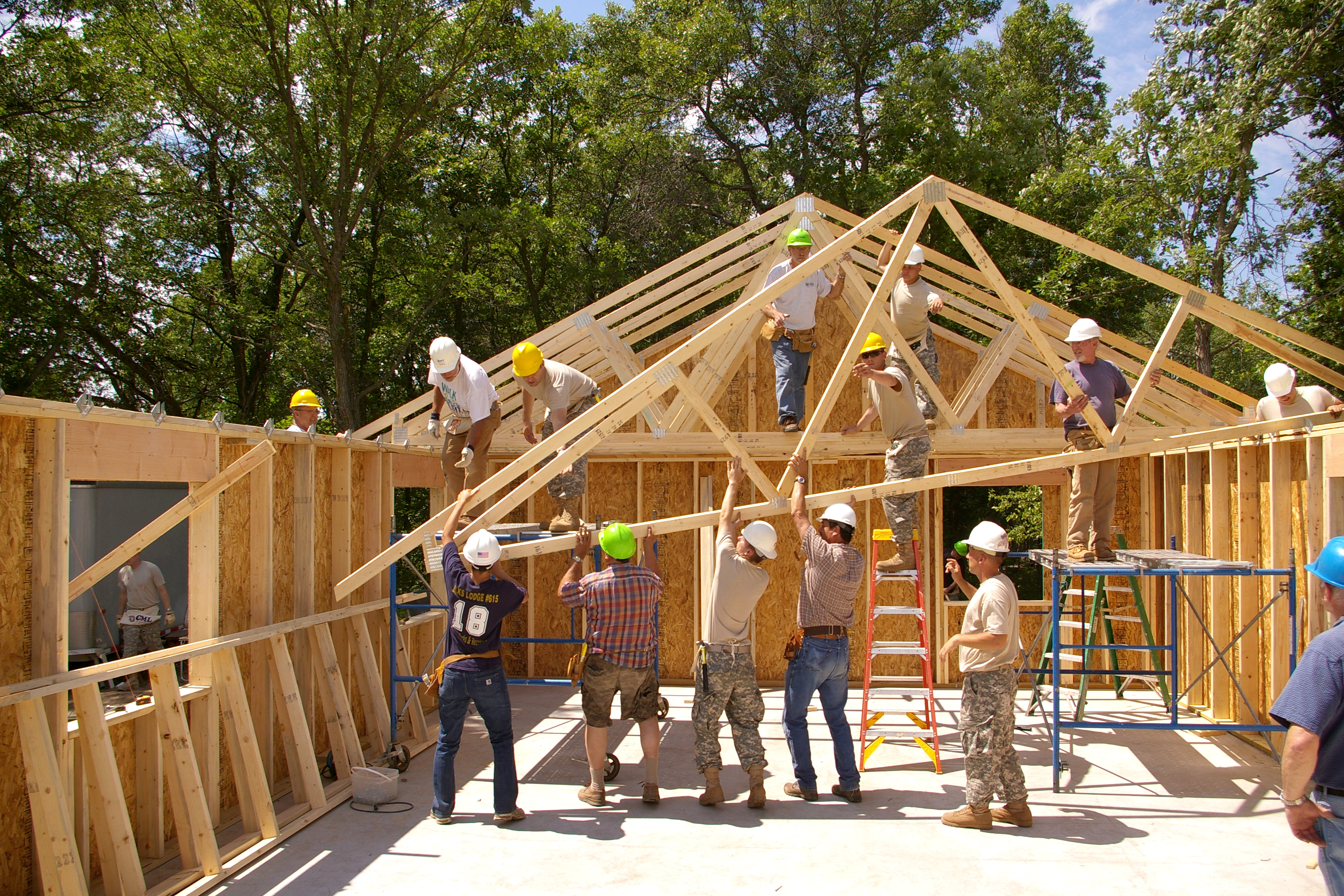
Les connecteurs de charpente permettent la préfabrication des fermes de charpente et leur pose rapide.

Dans le cas d'évènements météorologiques extrêmes, fréquents notamment dans le centre et le sud des États-Unis, ces connecteurs sont mis à rude épreuve à la fois en tension et en compression. Des plaques trop petites, mal assemblées ou encore réalisées dans un acier de qualité insuffisantes sont sujettes à la rupture face à des ouragans ou des tornades.
En permettant de connecter efficacement des poutres de dimensions relativement modestes, mais en rendant les fermes très résistantes, du moins dans des conditions normales, l'invention a également permis de fortement augmenter la portée des charpentes, sans besoin de renfort médian. C'est notamment grâce aux possibilités offertes par les connecteurs de charpente que les promoteurs immobiliers américains ont pu développer les McMansion à partir des années 1980.